# Batalla de Benevento (1266)
La batalla de Benevento tuvo lugar el 26 de febrero de 1266, y enfrentó a los sicilianos de Manfredo de Hohenstaufen con los franceses de Carlos I de Anjou, que saldrían victoriosos.
Carlos de Anjou era el elegido del papa contra los Hohenstaufen, dinastía reinante en Sicilia. Tras la conquista de la Abadía de Montecasino, la coalición de los angevinos se dirigió a Benevento, donde Manfredo y su sobrino Conradino tenían reunidas sus tropas.
Las fuerzas angevinas contaban con unos 25.000 hombres, con 6000 a caballo y una infantería compuesta de provenzales, auvernos, champanos, bretones, valones, gascones y otros contingentes de milicias italianas. Manfredo reunió una tropa de al menos 5.000 o 6000 mercenarios árabes, 3.000 a 4.000 caballeros árabes y bereberes, 1.000 caballeros alemanes y unos 1.000 mercenarios toscanos y lombardos.
Por la mañana, los angevinos se dispusieron en formación en la orilla opuesta del Calore, río que bordea la ciudad de Benevento. Manfredo aceptó el combate, pero la salida de sus tropas se vio ralentizada por el alboroto de la gente de la ciudad. De hecho, cuando su primera línea musulmana entraba en combate, las tropas alemanas estaban aún saliendo de la ciudad. En un primer momento, los musulmanes traspasan la primera línea enemiga compuesta por la infantería, que es masacrada. Entonces, la tropa de los provenzales, comandada por el mariscal Felipe de Monforte, carga sobre los musulmanes y consigue vencerlos. Mientras tanto, las fuerzas alemanas de Manfredo, en medio de la batalla, contraatacan a los provenzales adoptando una formación en ángulo.
Carlos de Anjou ordenará el asalto con su tropa y consigue derrotar el flanco de los alemanes. Ante la derrota de sus últimos hombres, las fuerzas sicilianas se repliegan tras el puente. Manfredo, con apenas unos pocos centenares de hombres ilesos que pudo reunir, cayó allí mismo.
Muchos historiadores de la época achacaron a la impaciencia del rey Manfredo esta fatal derrota. En efecto, importantes nobles iban en su ayuda, con sus respectivos ejércitos, para reforzar las tropas reales. Giovanni Villani, en su obre Nuova Crónica, concretamente en el libro 8 cita textualmente: "...Messer Currado d'Antioccia estaba en Abruzzi con sus tropas, el conde Federigo estaba en Calavra, el conde de Ventimiglia estaba en Sicilia: que si había esperado un poco, su fuerza aumentaba; pero a quien Dios quiere mal le quita los sentidos...".
Esta batalla puso el Reino de Sicilia bajo el poder angevino. Dos años más tarde deberá enfrentarse a Conradino en la batalla de Tagliacozzo.